# Симфонія № 5 (Прокоф'єв)
Симфонія № 5, сі-бемоль мажор тв. 100  — симфонія Сергія Прокоф'єва, написана у 1944 році. Вперше виконана 13 січня 1945 року у Москві, диригував автор.
Симфонія складається з 4-х частин:
1. Andante (в сі-бемоль мажорі)
2. Allegro marcato (в ре мінорі)
3. Adagio (в фа мажорі)
4. Allegro giocoso (в сі-бемоль мажорі)

Загальна тривалість — понад 40 хвилин.
Написана симфонія для великого симфонічного оркестру (потрійний склад духових). Ця симфонія стала другим твором Прокоф'єва (після Сьомої фортепіанної сонати), що здобув Сталінську премію.